# PreclinicalTrials.eu
PreclinicalTrials.eu is een online platform voor de registratie van dierproeven. Middels deze platform kunnen onderzoekers eenvoudig zien welke dierproeven er al gedaan zijn en met welke resultaten, ook als die resultaten niet gepubliceerd zijn. Hierdoor zou onnodige herhaling van dierproeven tegengaan kunnen worden en is het dus een alternatief voor dierproeven.
Deze in 2018 opgerichte platform is een initiatief van het UMC Utrecht, Radboudumc en het Nederlands Hartinstituut. Met het ontwikkelen van het platform en de politieke betrokkenheid is Nederland wereldwijd koploper op het gebied van preregistratie van dierproeven.